# Люк (ліва притока Чепци)
Люк (рос. Люк) — річка в Росії, ліва притока Чепци. Протікає територією Ігринського та Дебьоського районів Удмуртії.
Річка починається на південній околиці присілка Люквир, протікає на північ схід та північ. Впадає до Чепци неподалік колишнього присілка Горд'яр. Окрім середньої течії, річка протікає через лісові масиви тайги. Між присілками Котегурт та Косолюк по правому узбережжі збудовано систему дренажних каналів для осушення заболочених ділянок. Приймає декілька дрібних приток, найбільша з яких права Ізнегвайка. На руслі створено декілька ставків.
Над річкою розташовано присілки Люквир Ігринського району та Косолюк Дебьоського району.